# Isaac Finch
Isaac Finch (* 13. Oktober 1783 in Stillwater, New York; † 23. Juni 1845 in Jay, New York) war ein US-amerikanischer Jurist und Politiker. Zwischen 1829 und 1831 vertrat er den Bundesstaat New York im US-Repräsentantenhaus.

## Werdegang
Isaac Finch wurde ungefähr einen Monat nach dem Ende des Unabhängigkeitskrieges in Stillwater im Saratoga County geboren. Die Familie zog 1787 nach Peru im Clinton County. Er besuchte öffentliche Schulen. Dann studierte er Jura, war aber nicht extensiv als Anwalt tätig. Er ließ sich dann bei Jay im Essex County nieder, wo er in der Landwirtschaft arbeitete. Während des Britisch-Amerikanischen Krieges diente er als Major im 26. Infanterieregiment. Zwischen 1822 und 1824 saß er in der New York State Assembly.
Als Folge einer Zersplitterung der Demokratisch-Republikanischen Partei vor und während der Präsidentschaft von John Quincy Adams (1825–1829) schloss er sich der Anti-Jacksonian-Fraktion an. Bei den Kongresswahlen des Jahres 1828 für den 21. Kongress wurde Finch im 19. Wahlbezirk von New York in das US-Repräsentantenhaus in Washington, D.C. gewählt, wo er am 4. März 1829 die Nachfolge von Richard Keese antrat. Da er auf eine erneute Kandidatur im Jahr 1830 verzichtete, schied er nach dem 3. März 1831 aus dem Kongress aus.
Nach seiner Kongresszeit war er wieder in der Landwirtschaft tätig. Am 23. Juni 1845 starb er in Jay und wurde auf dem Central Cemetery beigesetzt.